# الکرم (تونس)
الکرم (به عربی: الکرم) یک منطقهٔ مسکونی در تونس است که در استان تونس واقع شده‌است. الکرم ۷۴٬۱۳۲ نفر جمعیت دارد.